# Thoires
Thoires ist eine französische Gemeinde mit 58 Einwohnern (Stand 1. Januar 2022) im Département Côte-d’Or in der Region Bourgogne-Franche-Comté. Sie gehört zum Arrondissement Montbard und zum Kanton Châtillon-sur-Seine.
Nachbargemeinden sind Riel-les-Eaux im Norden, Bissey-la-Côte im Osten, Brion-sur-Ource im Süden und Belan-sur-Ource im Westen.

## Weblinks

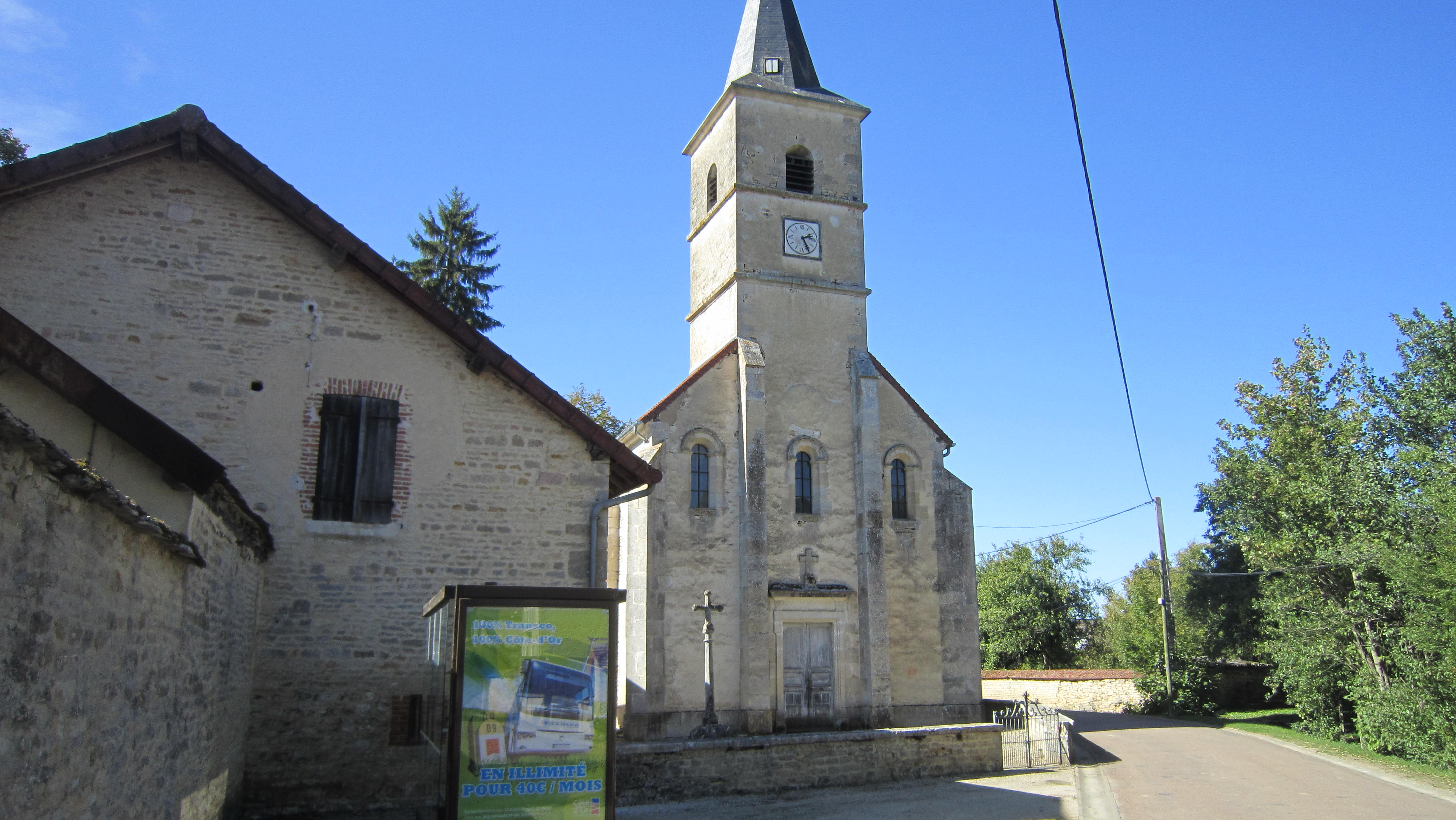
Kirche Saint-Benoît in Thoires

## Bevölkerungsentwicklung
| Jahr                       | 1962 | 1968 | 1975 | 1982 | 1990 | 1999 | 2008 | 2015 |
| -------------------------- | ---- | ---- | ---- | ---- | ---- | ---- | ---- | ---- |
| Einwohner                  | 62   | 58   | 65   | 65   | 58   | 85   | 80   | 62   |
| Quellen: Cassini und INSEE |      |      |      |      |      |      |      |      |